# Joachim von Ribbentrop
Ullrich Friedrich Willy Joachim Ribbentrop fra 1925 von Ribbentrop (30. april 1893 – 16. oktober 1946) var en indflydelsesrig politiker i det nazistiske Tyskland fra 1932 til 1945 og rigets udenrigsminister fra 1938 til 1945.

## Liv og karriere
I sin ungdom tilbragte Ribbentrop 1910 – 1914 i Canada som importør af tyske vine. Han gjorde sig gældende på det canadiske ishockeylandshold.
Ribbentrop indgik i 1920 ægteskab med Anna Elisabeth (Annelies) Henkell, der var datter af sektfabrikant Otto Henkell (1869-1929). Han var firmaet Henkell & Co.'s repræsentant i Berlin. 
Von Ribbentrop blev medlem af NSDAP i 1932 og ydede gennem sine omfattende kontakter til indflydelsesrige kredse Adolf Hitler store tjenester, som lettede  magtovertagelsen i 1933. 
Den sprogkyndige von Ribbentrop blev til sin skuffelse ikke straks udenrigsminister, men tjente først Hitler som særlig udenrigspolitisk rådgiver og fra 1936 som ambassadør i London. Først i 1938 blev han udenrigsminister.
Efter flere måneders hemmelige forhandlinger kunne han – til verdens store overraskelse – den 23. august 1939 i Moskva underskrive Ribbentrop-Molotov-pagten, der aftalte en deling af Polen mellem Tyskland og Sovjetunionen og sovjetisk neutralitet i tilfælde af krig i Vesteuropa.
Efter krigsudbruddet den 1. september 1939 mindskedes von Ribbentrops indflydelse. Nu var det generalerne, Hitler talte med. For at indynde sig indsatte von Ribbentrop SS-folk på centrale poster i udenrigsministeriet.
Ribbentrop blev ved krigens slutning afskediget af Hitlers efterfølger, storadmiral Karl Dönitz.
Efter krigen blev han af de allierede anklaget ved Nürnbergprocessen for fire punkter:
- Forbrydelser mod freden.
- Deltagelse i sammensværgelse om at begå forbrydelser mod freden.
- Krigsforbrydelser.
- Forbrydelser mod menneskeheden.

Han blev idømt dødsstraf og hængt d. 16. oktober 1946. Hans sidste ord var "Gud bevare Tyskland". 

## Ordener
Ribbentrop blev udnævnt til Storkorsridder af Dannebrogordenen med bryststjerne i diamanter 1941. I 1946 blev han slettet af riddernes tal ved kongelig resolution. Han fik aldrig lavet et våbenskjold.